# موريس موشيه فيشر
موريس (موشيه) فيشر (بالعبرية: מוריס פישר) (ولد في بلجيكا في 23 يناير 1903- وتوفي في 19 أغسطس 1965) كان ناشطًا في مؤسسة الهجرة اليهودية «بيت الموساد العالي (Mossad LeAliyah Bet)» وعمل كضابط استخبارات في القوات الفرنسية الحرة في لبنان وسوريا، ونظم اتصالات قيادة المستوطنين اليهود في فترة الاحتلال البريطاني لفلسطين مع الفرنسيين. بعيدا عن عمله في المخابرات، كان موريس دبلوماسي إسرائيلي عمل سفيراً إسرائيل في فرنسا، ثم مندوب لإسرائيل في أنقرة، ثم السفير لدى إيطاليا.
وفي عام 2020 في مقال مطول لكاتب إسرائيلي ادعى أن يوميات موريس فيشر تظهر أن جميل مردم بك كان «عميلا مزدوجا» تعاون مع الوكالة اليهودية أثناء عملهُ سفيراً لسوريا في القاهرة، وقال أن تلك المعلومات ساعدت على قيام إسرائيل.

## حياته
ولد موريس فيشر في مدينة أنتويرب ببلجيكا عام 1903 . ابن صوفي ني لاندي وجان (جونا) فيشر وكان موريس صائغ الماس وناشط صهيوني. درس في بلجيكا في كلية بروكسل وهاجر إلى فلسطين عام 1930 . في البداية عاش مع عائلته في تل أبيب. في عام 1933 انتقل إلى منزل يقع الآن في 19 شارع معاليه حتسوفيم في رمات غان. تم تصميم المبنى المكون من طابقين من قبل المهندس المعماري كارل روبن على طراز باوهاوس وهو حاليًا مبنى تارخي محمي.

### الاستيطان
انخرط فيشر في الاستيطان والزراعة، وأسس مع عمه جوشوا (أوسكار) فيشر مستوطنة كفار يونا. حيث عمل كان مع يتسحاق روكاح وكامل جوثيلف في شركة تدعى «مزارع شارون»، والتي عملت في الثلاثينيات وزادت في التجارة الزراعية مع العمال على الأراضي التي اشتراها يهود في الخارج. في عام 1940 واجهت الشركة مشاكل.

### التعاون مع المخابرات الفرنسية
في 15 مارس 1942، انضم فيشر إلى الجيش الفرنسي الحر. انتقل مع عائلته للعيش في صيدا وأهر "ج في بيروت، بحلول تموز 1946 شغل منصب ضابط في المخابرات الفرنسية في سوريا ولبنان تحت اسم إدوارد لافيرن. بالإضافة إلى ذلك، كان فيشر حلقة الوصل بين حركة شارل ديغول وقادة المستوطنيين (اليشوف) في أرض فلسطين المحتله. كان فيشر وراء لقاء بن غوريون مع الجنرال بول بينيت، رئيس البعثة الفرنسية إلى سوريا ولبنان، في الاجتماع الذي عقد في أكتوبر 1944 في بيروت تم تحديد التعاون السري الصهيوني - الفرنسي، حيث أعطي إلياهو ساسون رئيس القسم العربي في الوكالة اليهودية ومجموعة صغيرة في دائرة الوكالة اليهودية السياسية حق الوصول إلى المعلومات الفرنسية - بما في ذلك الوثائق السرية السورية والبريطانية، كان التعاون مع المخابرات الفرنسية عنصراً أساسياً في قدرة بن غوريون على قيادة المستوطنين (اليشوف) وإسرائيل للانتصار على حرب المخابرات البريطانية السرية، حيث كان هناك خطة كلايتون لمنع تنفيذ قرار التقسيم، "خطة كلايتون" والتي تهدف إلى الحفاظ على هيمنة الإمبراطورية البريطانية على الشرق الأوسط، في مواجهة التهديد السوفيتي بعد الحرب العالمية الثانية. لذا ومقابل خدمته حصل موريس على أوسمة امتياز من الحكومة الفرنسية وأصبح ضابطا في جوقة الشرف الفرنسية.

### بعد الحرب العالمية الثانية
بعد الحرب العالمية الثانية شغل منصب السكرتير السياسي للوكالة اليهودية في باريس في عهد موشيه سنيه، وفي عام 1948 مع قيام الدولة الصهيونية، تم تعيينه ممثلاً للحكومة المؤقتة في العاصمة الفرنسية. في الوقت نفسه مثل اسرائيل لدى الجمعية العامة للأمم المتحدة في باريس. وفي مايو 1949 تمت ترقيته إلى سفير إسرائيل في فرنسا، بسبب الاعتراف الفرنسي بإسرائيل.  كان بين أنشطته في ذلك الوقت تنظيم أوضاع المؤسسات الفرنسية المستقلة على الأراضي الإسرائيلية والتي تم البت فيها ضمن اتفاقية فيشر - شوفيل، وقدم تقريرًا عن الحكومة الإسرائيلية للحكومة السويدية عن حادثة اغتيال الدبلوماسي فولك برنادوت 1949 والتي تُنسب لمنظمة ارهابية يهودية، حيث كان فولك برنادوت يشغل منصب رئيس وفد «لجنة التوفيق التابعة للأمم المتحدة بشأن فلسطين»(1951). شارك موريس في المناقشات المبكرة في محادثات مع كونراد أديناور حول«التعويضات بين ألمانيا الغربية واسرائيل» وكان عضوًا في الوفد الإسرائيلي لليونسكو وقام بالعديد من المهام.
في مايو 1953 ، انتقل فيشر للعمل كمندوب لإسرائيل في أنقرة، عاصمة تركيا. شغل هذا المنصب حتى عام 1957، ثم عمل في وزارة الخارجية في القدس كمدير لقسم أمريكا اللاتينية، وتم تعيينه لاحقًا نائبًا للمدير العام ومديرًا لقسم أوروبا الغربية، في عام 1960 تم تعيينه سفيرا لإسرائيل في روما. كما تعامل خلال عمله في إيطاليا مع دولة الفاتيكان.  بالإضافة إلى ذلك، شارك في تنظيم زيارة بولس السادس إلى إسرائيل عام 1964. وتوفي موريس فيشر عام 1965 في سويسرا، خلال فترة عمله كسفير بعد مرض خطير. ودُفن في القدس. 
تزوج فيشر مرتين زوجته الأولى دينا ني رزق وكان لديه طفلين منها - المنسقة الفنية يونا فيشر وشقيقها يوسف الناشط الاجتماعي في مؤسسة القدس. ومن زوجته الثانية Chaya nee Rizkin ، كان لديه ابنة اسمها Daphne.
في عام 1964 ، تم افتتاح غابة على شرفه بالقرب من كفار يهوشوع نيابة عن الصندوق القومي اليهودي. مدينة رحوفوت في القدس وكفار يونا سُميت عليه.

## روابط خارجية
- ديفيد تيدهار كتب عن " موشيه (موريس) فيشر" في موسوعة مؤسسي وبناة إسرائيل في المجلد 11 (1961)، ص 3750
- جاي ناردي، قصر باوهاوس رمات غان أصبح منزلاُ و 12 شقة، صحيفة جلوبس، 31 مايو 2018